# Giovanni Ferrari (football)
Pour les articles homonymes, voir Ferrari.

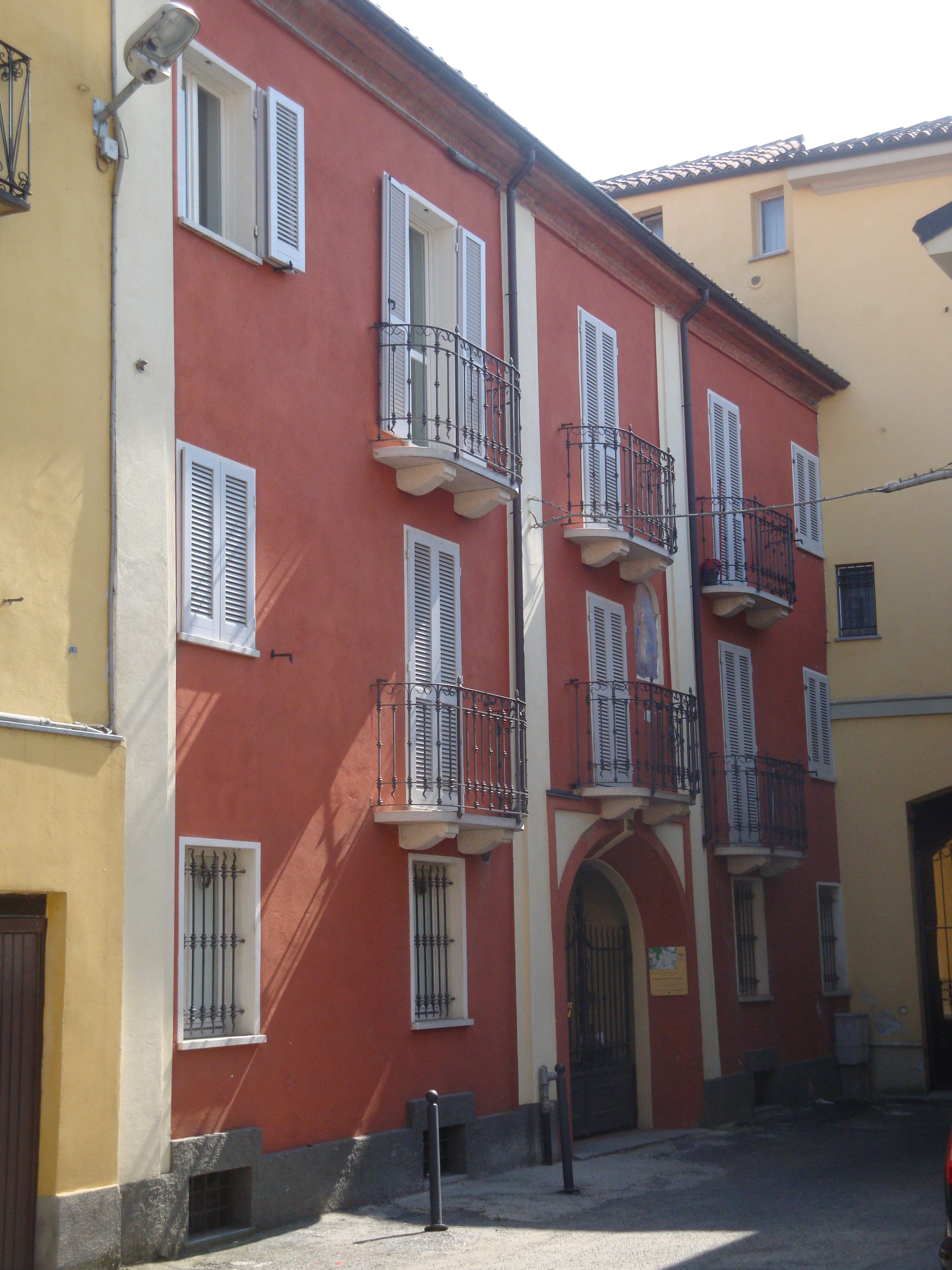
Maison natale de G. Ferrari.

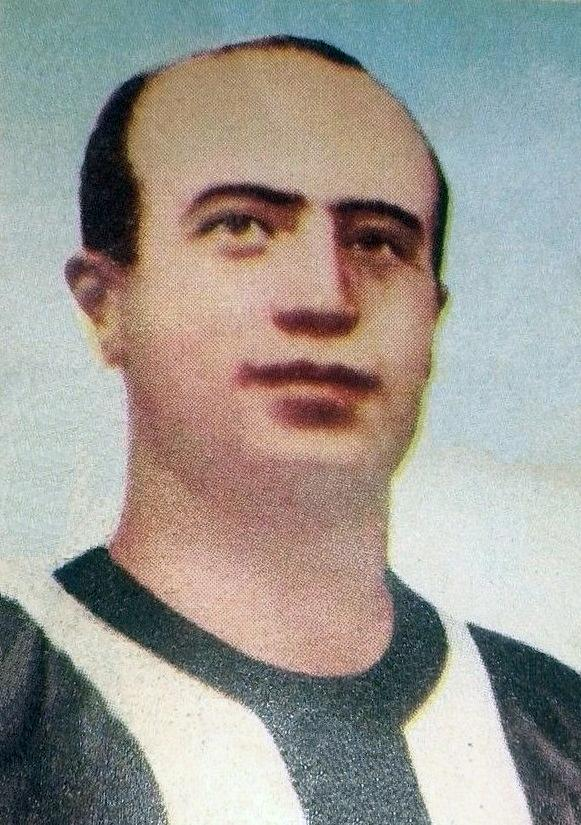
Giovanni Ferrari durant les années 1930.

Giovanni Ferrari, né le 6 décembre 1907 à Alexandrie au Piémont et mort le 2 décembre 1982 à Milan en Lombardie, est un joueur de football international italien, qui évoluait au poste de milieu de terrain, avant d'ensuite devenir entraîneur.
Il a remporté huit fois le Championnat d'Italie avec trois clubs différents (record national, partagé avec Giuseppe Furino, autre joueur bianconero), et est l'un des rares joueurs italiens à avoir remporté trois fois le Championnat d'Italie avec trois clubs différents (avec entre autres Sergio Gori, Pietro Fanna, Attilio Lombardo et Aldo Serena).

## Biographie

### Joueur

#### En club
Milieu offensif, il possède l'un des plus beaux palmarès d'un joueur européen avant-guerre. 
Ferrari naît le 6 décembre 1907 à la via Tripoli, grandissant dans le quartier populaire de la Canarola, un des plus pauvres d'Alexandrie. Il s'intéresse au football dès son plus jeune âge, son talent, connu parmi tous les jeunes de son quartier, arrivant aux oreilles des dirigeants de la grande équipe de sa ville natale, l'Alexandrie US (connu à l'époque pour son bon centre de formation). Lancé dans le milieu professionnel par ses entraîneurs Augusto Rangone et surtout Carlo Carcano, il fait ses débuts en équipe première en 1923.
En 1925, il suit les traces de Carcano et rejoint le club sudiste du FBC Internaples, avant que ces deux derniers ne retournent à Alexandrie la saison suivante (rachetant Ferrari pour la somme de 12 000 lires, soit plus du double de la somme pour laquelle ils l'avaient vendu à Naples). Il remporte avec son club la Coupe CONI en 1927, formant un duo efficace avec Luigi Bertolini.
À l'été 1930, il est acquis selon les souhaits d'Edoardo Agnelli par le club piémontais de la Juventus, parvenant tout de suite à s'insérer dans le système défensif bianconero composé de Gianpiero Combi, Virginio Rosetta, Umberto Caligaris et de Renato Cesarini. Avec le club juventino, Ferrarri, surnommé Gioanin ou encore Giovannin, est l'un des principaux acteurs du Quinquennat d'or, surnom donné à une période de 5 scudetti consécutifs remportés par le club entre 1931 et 1935.

Ferrari le nouveau bianconero en provenance de l'Alessandria, dispute son premier match sous les couleurs bianconere le 28 septembre 1930 lors d'un succès 4-1 en Serie A sur Pro Patria.

Lors du championnat 1934-35, c'est lui qui inscrit le but de la victoire lors de la dernière journée (1-0 le 2 juin 1935) contre la Fiorentina à Florence, donnant par la même occasion le titre à la Juve. Il atteignit plusieurs années de suite les demi-finales de la Coupe Mitropa avec le club bianconero, de 1932 à 1935.
En 1935, après la mort par accident d'avion d'Edoardo Agnelli, Ferrari quitte le club turinois pour rejoindre l'équipe de Giuseppe Meazza, l'AS Ambrosiana-Inter dirigée par Armando Castellazzi. Il y remporte son sixième scudetto en 1937-38, puis en remporte un à nouveau en 1939-40.
En 1940, il rejoint pour un court passage l'équipe de Bologne du président Renato Dall'Ara et de l'entraîneur autrichien Hermann Felsner. Il entre alors dans l'histoire en remportant son huitième titre de champion d'Italie.
Il termine sa carrière à l'âge de 36 ans pour une dernière saison à la Juve en tant qu'entraîneur-joueur (n'inscrivant qu'un seul but en 9 matchs durant cette saison 1941-42).
Il dispute en tout durant sa carrière 356 matchs de Serie A et inscrit 111 buts (dont 193 matchs et 76 buts à la Juventus).

#### En sélection
Il compte un total de 44 sélections avec l'équipe nationale italienne, de 1930 à 1938, pour 14 buts inscrits. Sa première sélection a lieu le 2 décembre 1928 lors d'un succès 3-2 contre les Pays-Bas. 
Il inscrit son premier but le 12 avril 1931, face au Portugal, qui voit les italiens s'imposer 0-2 à Porto. Le 13 mai 1933, il devient le premier joueur italien à inscrire un but à l'équipe d'Angleterre, lors d'un amical à Rome.
Après avoir notamment remporté deux fois avec la Squadra Azzurra les Coupe internationales de 1927-1930 et de 1933-1935, il reste célèbre dans l'histoire du football pour avoir également deux fois consécutivement remporté la Coupe du monde, en 1934 en Italie et en 1938 en France. Lors du mondial 1934, il inscrit deux buts, contre les États-Unis et l'Espagne.
Il reçoit des deux dernières sélections en novembre et décembre 1938, respectivement contre la Suisse et la France, où il officie comme capitaine de l'équipe.

### Entraîneur
Il entraîna l'Inter en 1943, et la Squadra Azzurra durant la Coupe du monde de 1962 (ainsi que de 1960 à 1961).
Il reste dans les mémoires en tant qu'entraîneur lorsqu'il prend en 1941 les rênes de son ancien club de la Juventus. Il dirige son premier match sur le banc juventino le 12 octobre 1941 lors d'un succès 5-0 en coupe sur Pro Patria, et est le seul de l'histoire de la Juventus à avoir remporté un trophée en tant qu'entraîneur-joueur (avec la coupe d'Italie en 1941-42).
Ferrari meurt en 1982, quelques jours avant ses 75 ans. En décembre 2007 à l'occasion du centenaire de sa naissance lui fut dédicacé par sa ville d'Alexandrie une plaque commémorative apposée sur sa maison natale à la via Tripoli.

## Clubs
- Alexandrie US : jusqu'à 23 ans (Serie B : 1926 à 1929; Serie A : 1929/1930 (26 matchs pour 19 buts))
- Juventus : de 1930 à 1935 (160 matchs en Serie A pour 67 buts, aux côtés de Luis Monti)
- Ambrosiana-Inter : de 1935 à 1940 (aux côtés de Giuseppe Meazza entre autres - 108 matchs en Serie A pour 23 buts, et 17 matchs de Coupe, soit 34 buts au total)
- Bologne AGC : de 1940 à 1943 (62 matchs en Serie A pour 2 buts)

## Palmarès

### Joueur

#### Club
| Alexandrie US - Coupe CONI (1) : - Vainqueur : 1927. |  | Juventus - Championnat d'Italie (5) : - Champion : 1930-31, 1931-32, 1932-33, 1933-34 et 1934-35 - Coupe d'Italie (1) : - Vainqueur : 1941-42 (entraîneur-joueur). |  | Inter Milan - Championnat d'Italie (2) : - Champion : 1937-38 et 1939-40. |  | Bologne AGC - Championnat d'Italie (1) : - Champion : 1940-41. |

#### Sélection
Italie
- Coupe du monde (2) :
  - Vainqueur : 1934 et 1938[6].

- Coupe internationale (2) :
  - Vainqueur : 1927-1930 et 1933-1935.

### Entraîneur
Juventus
- Coupe d'Italie (1) :
  - Vainqueur : 1941-42 (entraîneur-joueur).